# Fosterhinde
En fosterhinde er den hinde, der omslutter og beskytter fosteret.
Den består faktisk af to hinder, amnion (den inderste) og chorion (den yderste).
Hvis fosterhinden ved fødslen omslutter barnet mere eller mindre, kendes den som en "sejrsskjorte", hvad der i folketroen har været set som et godt varsel.
| Lægevidenskab | Spire Denne artikel om lægevidenskab er en spire som bør udbygges. Du er velkommen til at hjælpe Wikipedia ved at udvide den. |